# Голенин-Ростовский, Андрей Фёдорович
Князь Андрей Фёдорович Голенин-Ростовский — воевода на службе у московских князей Ивана III и Василия III.
Из княжеского рода Голенины-Ростовские. Младший из двоих сыновей одного из последних ростовских удельных князей Фёдора Ивановича Голени. Имел трёх бездетных сыновей Ивана, Семёна и Андрея, служивших удельному князю Фёдору Борисовичу Волоцкому (не путать с его прадедом удельным ростовским князем Андреем Фёдоровичем).

## Служба у Ивана III
Зимой 1496 года участвовал в первом зимнем походе на Выборг, как второй воевода Большого полка. Также как второй воевода большого полка, в 1502 году ходил ко Ржеву, а в 1503 году в Ливонию.

## Служба у Василия III
Зимой 1507/1508 года участвовал в походе на Смоленск и смоленские земли, как второй воевода полка правой руки.